# Медицина катастроф

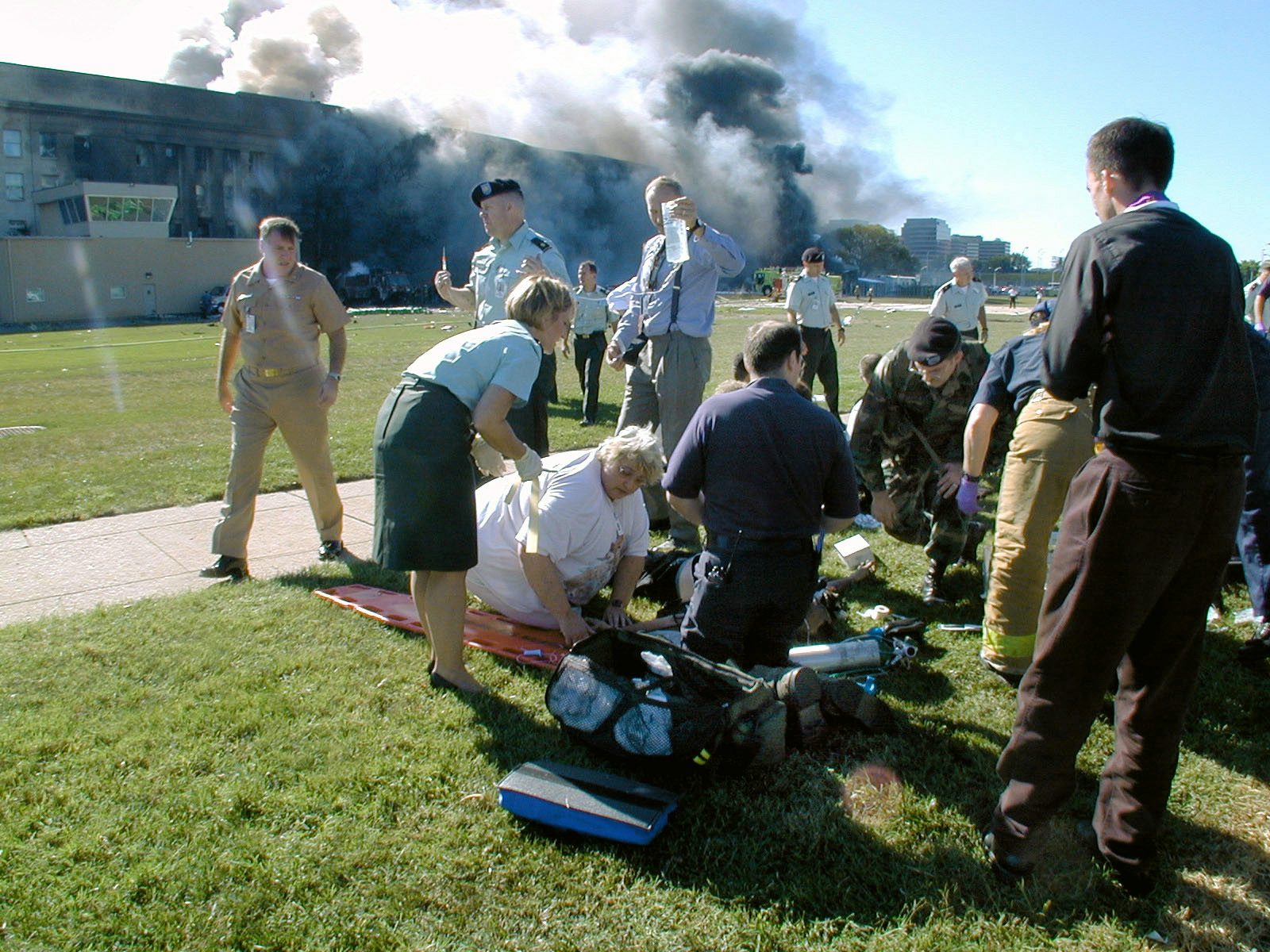
Станція сортування в Пентагоні після зіткнення рейсу 77 American Airlines під час терористичного акту 11 вересня 2001 року

Медицина катастроф — це сфера медицини, яка спеціалізується на організації надання медичної допомоги особам, які пережили катастрофу, а також забезпеченні медичної підготовки з запобігання катастрофи, реагування на катастрофи та керівництва відновленням після катастроф протягом життєвого циклу катастрофи. Фахівці з медицини катастроф надають спеціалістам з управління надзвичайними ситуаціями, лікарням, медичним закладам, громадам і урядам рекомендації щодо принципів і практики медицини як у зоні впливу катастрофи, так і в медичних закладах для евакуації. Спеціаліст з медицини катастроф є зв'язком і партнером між медичним планувальником на випадок надзвичайних ситуацій, фахівцем з управління надзвичайними ситуаціями, системою управління інцидентами, урядом і політиками.
Медицина катастроф є унікальною серед медичних спеціальностей тим, що, на відміну від усіх інших галузей, спеціаліст з медицини катастроф не практикує повний обсяг спеціальності щодня, а лише в екстрених випадках. Як і спеціалісти з охорони здоров'я, медицини навколишнього середовища та медицини праці, спеціалісти з медицини катастроф беруть участь у розробці та зміні державної та приватної політики, законодавства із запобігання аварій та ліквідації наслідків катастроф.

## Визначення

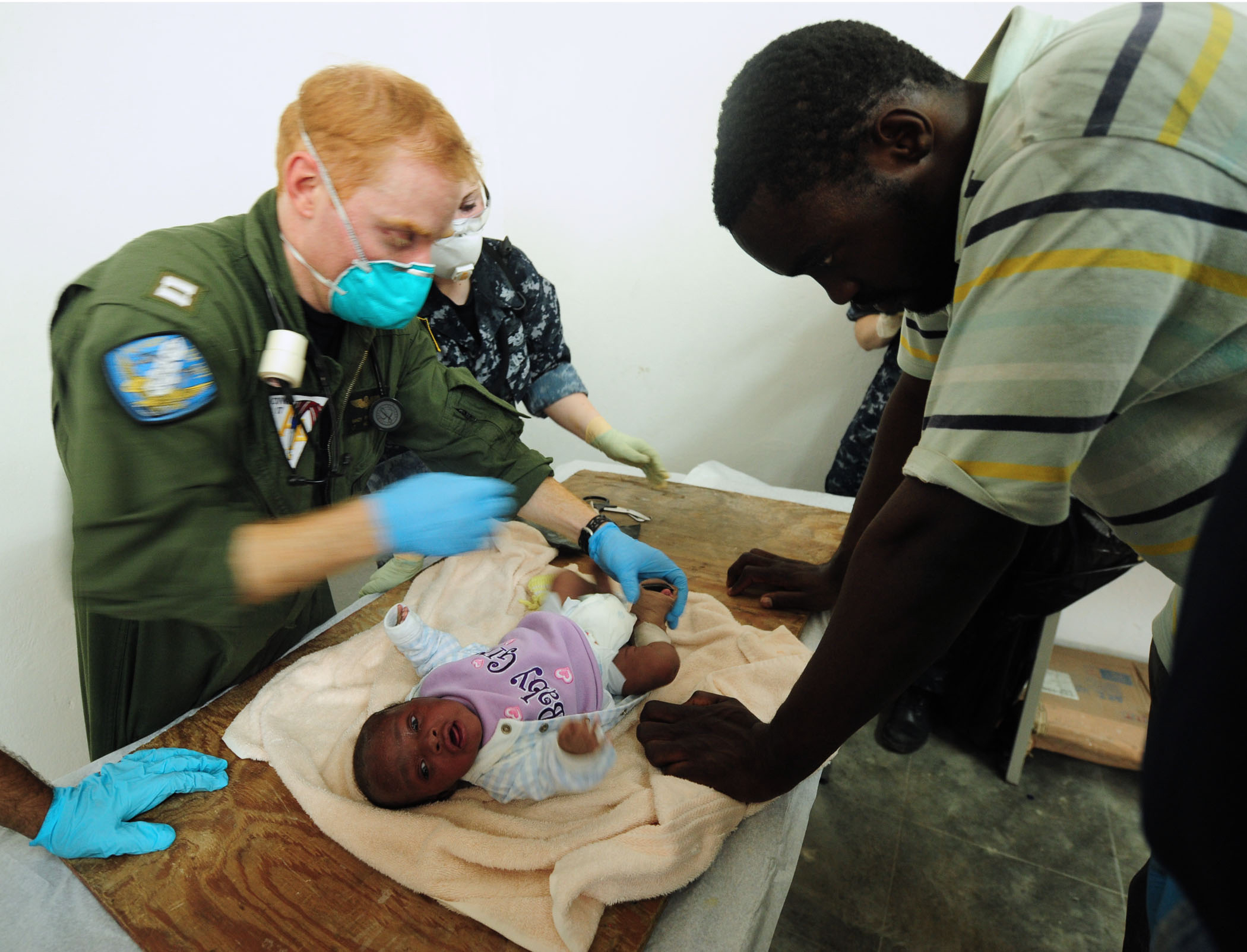
Моряки ВМС США, призначені на авіаносець USS Carl Vinson, лікують дитину, поранену під час землетрусу на Гаїті 2010 року

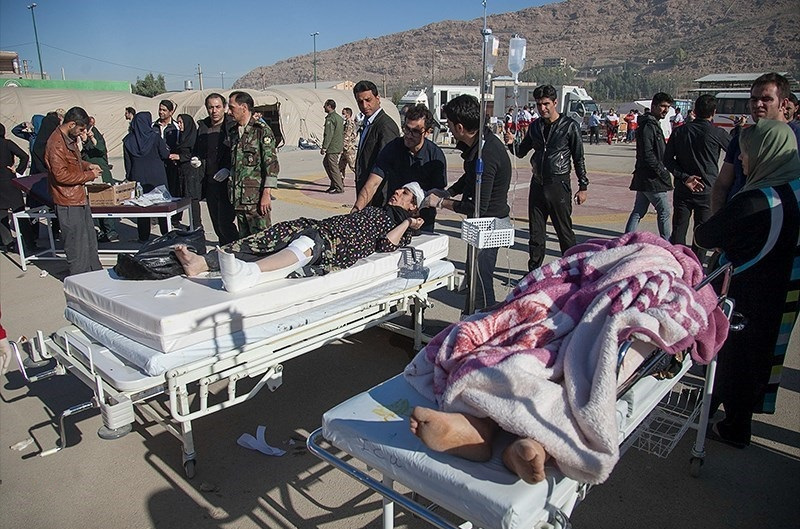
Лікування тих, хто вижив під час землетрусу в Керманшаху 2017 року

Охорона здоров'я під час стихійного лиха — надання медичних послуг медичними працівниками особам, які пережили стихійне лихо, і особам, які займаються ліквідацією наслідків стихійного лиха, як у зоні впливу лиха, так і в медичних закладах для евакуації протягом усього життєвого циклу лиха.
Готовність до стихійного лиха — пов'язано зі здатністю служб реагування на стихійні лиха працювати оптимально, а тим, хто пережив стихійне лихо, підтримувати або швидко відновлювати функції, коли вони стикаються з загрозою чи фактичним впливом стихійних лих і надзвичайних подій.
Закон про стихійні лиха — закон про стихійні лиха стосується правових наслідків планування стихійних лих, їх запобігання, реагування та відновлення, включаючи фінансове відновлення, державну та приватну відповідальність.
Життєвий цикл катастрофи — часова лінія для надзвичайних подій, починаючи з періоду між катастрофами (інтерфаза), через катастрофічну подію та реагування на катастрофу та завершуючи відновленням після катастрофи.
Планування на випадок стихійного лиха — розробка методології боротьби зі стихійним лихом, особливо тим, що може статися раптово та спричинити серйозні травми та/або загибель людей, пошкодження майна. Планування на випадок стихійного лиха відбувається під час інтерфази стихійного лиха.
Підготовка до стихійного лиха — відпрацювання та виконання плану дій у разі стихійного лиха до того, як воно станеться. Підготовка до стихійного лиха відбувається відбувається під час інтерфази стихійного лиха.
Аварійне відновлення — відновлення або повернення до колишнього або кращого стану чи умов того, що знищене чи пошкоджене під час катастрофи. Аварійне відновлення є четвертою фазою життєвого циклу катастрофи.
Реагування на стихійні лиха — здатність відповідати на потреби, викликані лихом. Реагування на катастрофу є третьою фазою життєвого циклу катастрофи.
Медичне планування на випадок надзвичайних ситуацій — розробка методології для задоволення медичних потреб населення, яке постраждало від стихійного лиха.
Медичний сплеск — наплив пацієнтів та осіб, які шукають зниклих безвісти, звертаються до лікарні чи медичного закладу для лікування, отримання інформації та/або притулку в результаті катастрофи.
Капітальний потенціал — здатність впоратися з раптовим, неочікуваним збільшенням кількості пацієнтів, яке в іншому випадку серйозно ускладнило б або перевищило б поточні можливості системи охорони здоров'я.
Медичне сортування — сортування пацієнтів на основі тяжкості травми чи захворювання з огляду на наявні ресурси.
Психосоціальне сортування — сортування пацієнтів на основі тяжкості психологічної травми чи впливу з огляду на наявні ресурси.

## Історія
Термін «медицина катастроф» уперше з'явився в медичному лексиконі після Другої світової війни. У 1984 році у США з'явилася Національно-медична система катастроф. Одночасно з цим було сформовано дослідницьку групу з питань катастроф та екстреної медицини під керівництвом Американської медичної асоціації, а також групи у Великобританії, Ізраїлі та інших країнах. Ще до того, як ураган Ендрю обрушився на Флориду в 1992 році, концепція медицини катастроф укорінилася в громадській та урядовій свідомості. Хоча підготовка спеціалістів із медицини катастроф або суміжних тем почалося у Європі та Сполучених Штатах ще у 1980-х роках, лише у 2003 році медичне співтовариство заявило про потребу в повноцінній новій спеціальності.

### В Україні
У 1997 році в Україні була створена Державна служба медицини катастроф. Російське вторгнення в Україну значно відобразилося на медицині через обстріли, руйнування лікарень, відсутність медикаментів, великі напливи пацієнтів. Спеціалісти медицини катаствоф працюють на місці терактів та в прифронтових зонах.

## Етика в медицині катастроф
Практикуючий лікар медицини катастроф повинен добре знати етичні дилеми, які зазвичай виникають під час катастроф. Одна з найпоширеніших дилем виникає, коли сукупні медичні потреби перевищують здатність забезпечити нормальний стандарт лікування для всіх пацієнтів.

### Сортування
У разі майбутньої пандемії кількість пацієнтів, які потребуватимуть додаткової респіраторної підтримки, перевищуватиме кількість доступних апаратів штучної вентиляції легень. Хоча це гіпотетичний приклад, подібні стихійні лиха траплялися в минулому. Пандемія грипу 1918—1919 років і нещодавня епідемія SARS у 2003 році призвели до дефіциту ресурсів і потребували сортування.
Прикладами поширених підходів сортування є «врятування більшості життів», заклик до надання допомоги «найхворішому в першу чергу» або, альтернативно, підхід «першим прийшов, перший обслужений». Екстрені служби часто використовують власні системи сортування, щоб мати змогу працювати в деяких із цих складних ситуацій; однак ці рекомендації часто припускають відсутність дефіциту ресурсів, і, отже, необхідно розробити різні системи сортування для умов реагування на катастрофи з обмеженими ресурсами. Етичні підходи до розробки таких протоколів сортування часто ґрунтуються на принципах теорій утилітаризму, егалітаризму та процедуралізму.

## Завдання Служби медицини катастроф
- медична розвідка в зоні надзвичайної ситуації
- медичне сортування постраждалих
- організація та надання медичної допомоги постраждалим
- організація евакуації та евакуація постраждалих із зони надзвичайної ситуації
- залучення додаткових медичних сил та засобів у разі потреби
- організація госпіталізації постраждалих
- керівництво діями медичних формувань та установ, адміністрації населених пунктів у зоні надзвичайної ситуації
- медичне забезпечення аварійно-рятувальних робіт
- медичне забезпечення проведення суспільно-політичних, спортивних та інших заходів
- контроль за підтримкою готовності медичних установ та формувань до роботи в умовах надзвичайної ситуації
- запобігання надзвичайних ситуацій та підготовка до них
- наукова робота щодо вдосконалення методів надання екстреної медичної допомоги